# Charles Thiércelin
Charles Thiércelin (* 1861; † 20. Jahrhundert) war ein haitianischer Fechter.

## Biografie
Charles Thiércelin nahm an den Olympischen Sommerspielen 1900 in Paris als einer von zwei Athleten aus Haiti teil. Er trat im Degen für Fechtmeister und im Florett für Fechtmeister an.